# 붉은빵곰팡이

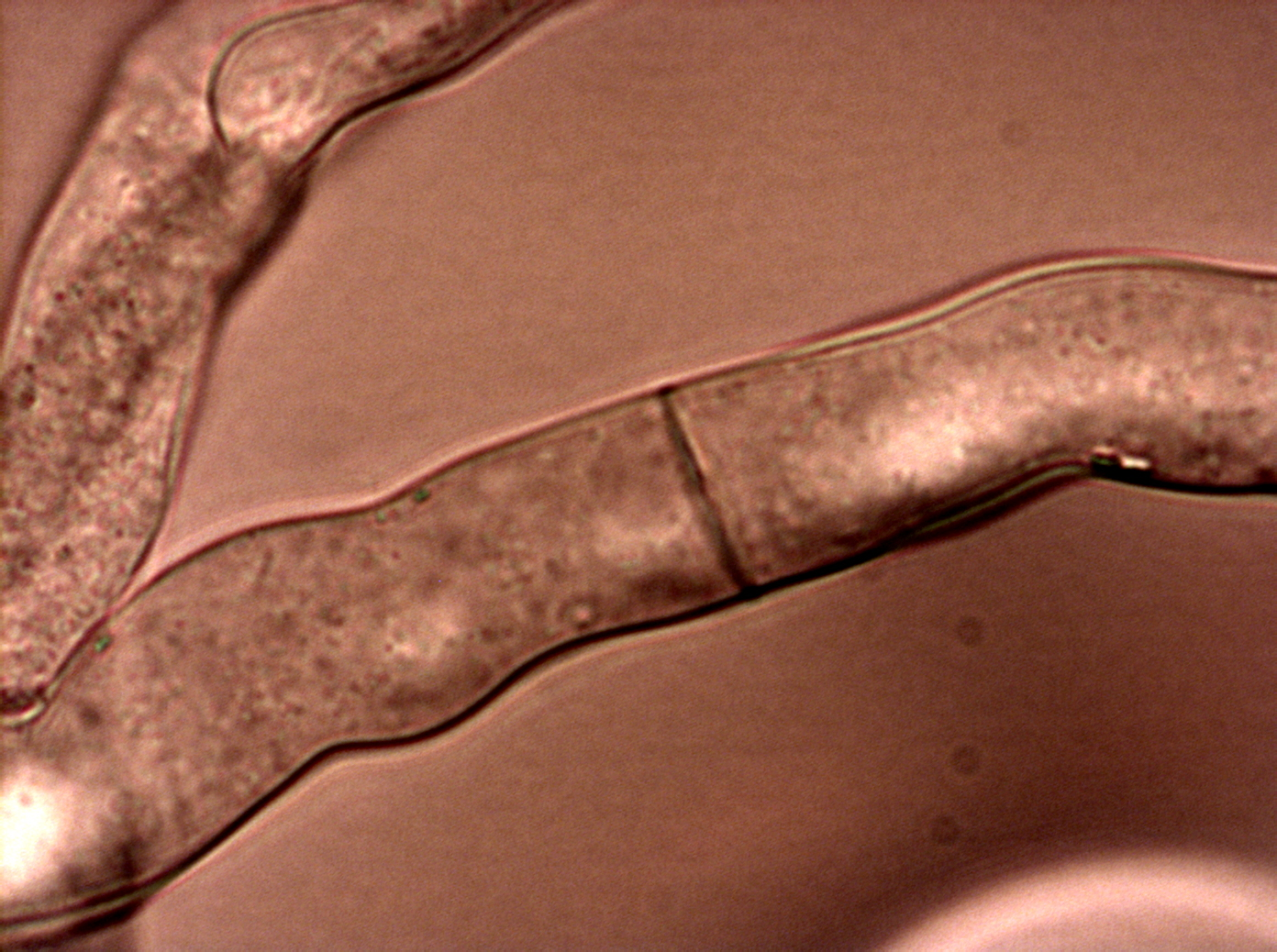

붉은빵곰팡이(학명: Neurospora crassa)는 빵곰팡이속에 속하는 균류의 일종이다. 옥수수 속이나 빵 표면에 다핵의 다세포 균사체가 성장하여, 분생 포자 자루 위에 분홍색의 큰 달걀형 분생 포자가 생겨 무성적으로 번식하게 된다. 
유성 생식에서는 장낭기에서 수정모가 자라고 이것과 분생 포자가 접합하여 장낭사가 만들어져 어두운 빛깔의 자낭과가 된다. 이러한 붉은빵곰팡이는 오늘날 유전자와 효소 작용과의 관계 연구에 이용되고 있기도 하다.